# Paul Löbe als Namensgeber von Straßen
Der ehemalige Reichstagspräsident Paul Löbe (1875–1967) ist ein Namensgeber von Straßen in Deutschland.

## Paul-Löbe-Straßen
Im Folgenden eine Auswahl von Straßen, die nach Paul Löbe benannt wurden:
| Stadt                 | Datum der Benennung | Lage     | Bild |
| --------------------- | ------------------- | -------- | ---- |
| Düsseldorf            |                     | Standort |      |
| Fröndenberg/Ruhr      |                     | Standort |      |
| Gladbeck              |                     | Standort |      |
| Herzogenrath          |                     | Standort |      |
| Leverkusen            |                     | Standort |      |
| Ludwigshafen am Rhein |                     | Standort |      |
| Menden (Sauerland)    |                     | Standort |      |
| München               |                     | Standort |      |
| Nürnberg              |                     | Standort |      |
| Offenbach am Main     |                     | Standort |      |
| Oldenburg             |                     | Standort |      |
| Paderborn             |                     | Standort |      |
| Penzberg              |                     | Standort |      |
| Pforzheim             |                     | Standort |      |
| Wuppertal             |                     | Standort |      |

## Weitere Benennungen
Löbestraße
| Stadt | Datum der Benennung | Lage     | Bild |
| ----- | ------------------- | -------- | ---- |
| Bonn  |                     | Standort |      |

Paul-Löbe-Allee
| Stadt  | Datum der Benennung                                             | Lage     | Bild |
| ------ | --------------------------------------------------------------- | -------- | ---- |
| Berlin | 1. Juli 1971: Paul-Löbe-Straße 16. Januar 1998: Paul-Löbe-Allee | Standort |      |

Paul-Löbe-Staffel
| Stadt     | Datum der Benennung | Lage     | Bild |
| --------- | ------------------- | -------- | ---- |
| Stuttgart | 16. Juni 2010       | Standort |      |

Paul-Löbe-Weg
| Stadt     | Datum der Benennung | Lage     | Bild |
| --------- | ------------------- | -------- | ---- |
| Elmshorn  |                     |          |      |
| Köln      |                     | Standort |      |
| Göttingen |                     |          |      |

- Karte mit allen Koordinaten:
- OSM |
- WikiMap